# Мудрицька Тетяна Миколаївна
Тетяна Миколаївна Мудрицька (нар. 17 січня 1985, Могилів-Подільський, Вінницька область, УРСР) — українська і казахська волейболістка, діагональнп.

## Спортивна кар'єра
Волейбольну кар'єру розпочала 2001 року в черкаському клубі «Хімволокно», у складі якого також грала на кубку Європи. Після цього протягом двох років виступала в клубі турецької Суперліги «Галатасарай» (Стамбул), також провела один сезон в італійському клубі «Рабат Кебочелан». 2011 року перебралася на Кіпр, де підписала контракт з місцевим клубом АЕЛ Лімассол. Допмогла команді вийти до 1/8 фіналу Кубку виклику, де кіпріотки поступилися «Ленінградці» (Санкт-Петербург). Тетяна на певний період перервала спортивну кар'єру у зв'язку з вагітністю. Після виходу з декретної відпустки залишилася на Кіпрі та перейшла до «Анортосіса» (Фамагуста). Виступає за збірну Казахстану. У вересні 2013 року на чемпіонаті Азії допомогла казахській збірній посісти п’яте місце.
У грудні 2013 року Мудрицька перебралася в «Шверінер», з яким підписала контракт до завершення сезону. Чемпіонка Німеччини та володарка національного кубка мали помірний старт у сезоні 2013/14 року й разом з Анжа Брандтом та Саскією Гіппе отримала дві важкі травми. Допомогла команді дійти до чвертьфіналу плей-оф національного чемпіонату та дістатися 1/2 фіналу кубку Німеччини, після чого залишила команду та перейшла до казахського клубу «Жетису» (Талдикурган).

## Клуби
| Роки      | Команди                        |
| --------- | ------------------------------ |
| 2001—2005 | «Хімволокно» (Черкаси)         |
| 2005—2007 | «Галатасарай» (Стамбул)        |
| 2007—2008 | «Рабат Кебочелан»              |
| 2008—2009 | АЕЛ (Лімассол)                 |
| 2011—2013 | «Анортосіс» (Фамагуста)        |
| 2013—2014 | «Шверінер»                     |
| 2014—2015 | «Аполлон» (Лімасол)            |
| 2014—2016 | «Жетису» (Талдикорган)         |
| 2016—2017 | АЕК (Ларнака)                  |
| 2019—2020 | «Іртиш-Казхром» (Павлодар)     |
| 2020—2024 | «Олімпіада Неаполіс» (Нікосія) |
| 2024—     | «Аполлон» (Лімасол)            |